# Famille de Lugny
 (septembre 2022).
Pour les articles homonymes, voir Lugny et Seguin.
La maison de Lugny est une famille noble originaire du Mâconnais, en Saône-et-Loire.
Lugny, capitale du Haut-Mâconnais et longtemps chef-lieu de canton (de 1790 à 2015), fut le berceau de cette illustre maison de chevalerie qui posséda de nombreux fiefs répartis sur les deux rives de la Saône et dont la devise était : « Le content est riche ».
Un vieux proverbe bourguignon évoquait cette famille dont l'alliance était recherchée, qui disait : « N’est oyseau de bon nid qui n’a plume de Lugny ».

## Histoire

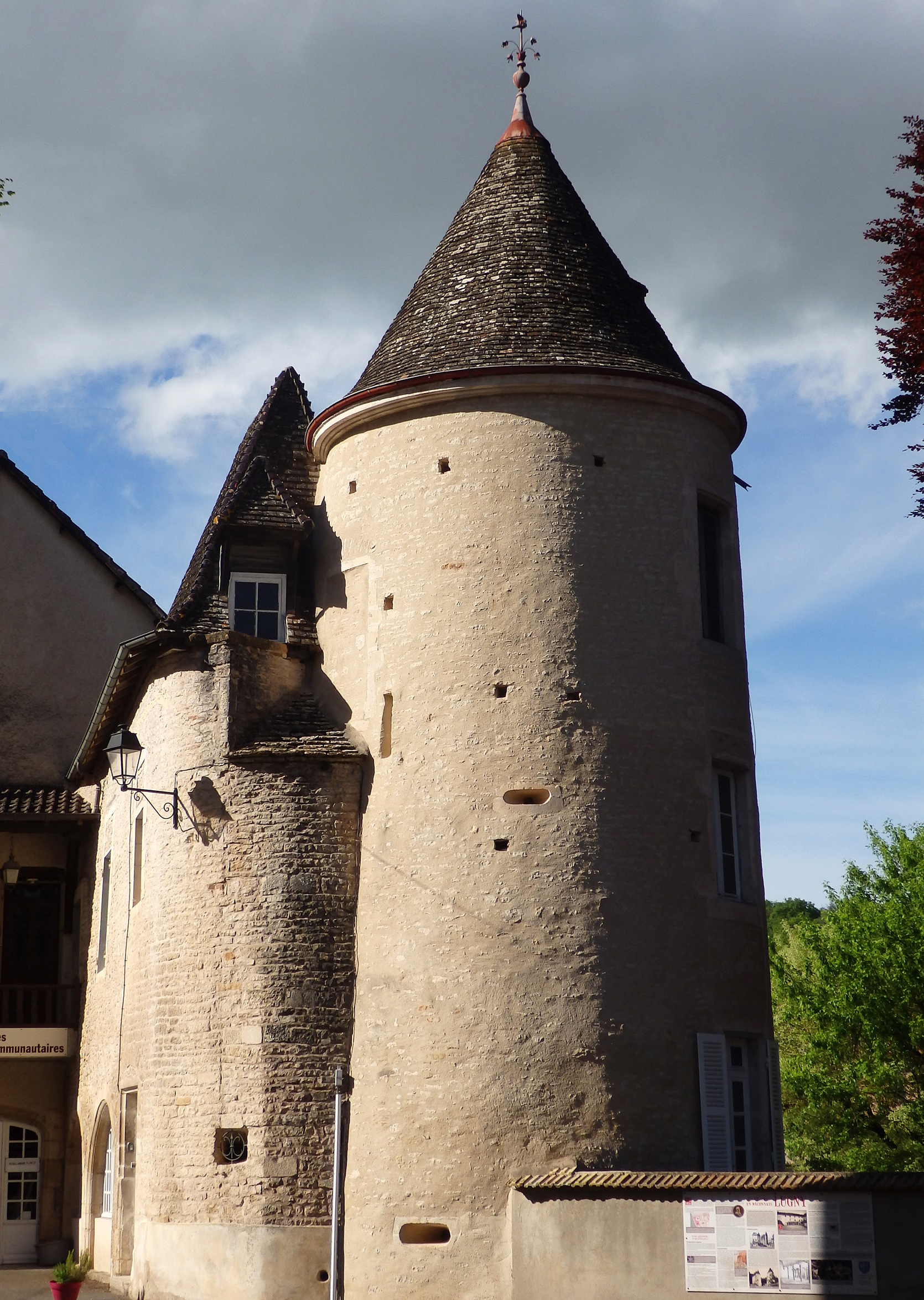
L'une des deux tours rondes d'entrée du château de Lugny (XIVe siècle).

Des membres de la maison de Lugny sont cités dans les archives dès le XIIe siècle. La généalogie de cette famille n’est toutefois fermement établie qu’à partir du milieu du XIVe siècle, notamment grâce aux généalogies publiées successivement par Pierre de Saint-Julien de Balleure dans son De l’origine des Bourgongnons, et antiquité des estats de Bourgongne (1581) puis par Samuel Guichenon dans son Histoire de Bresse et de Bugey parue à Lyon en 1650.
Elle débute avec Josserand de Lugny[réf. nécessaire], chevalier, seigneur du lieu et de la maison forte de Bissy, qui, en 1372, prêta hommage à l’évêque de Mâcon dont il tenait la dîme de Lugny en fief (il était vivant en 1340, et testa en 1368).
Cette lignée se poursuivit avec[réf. nécessaire] :
- Jean de Lugny, chevalier, époux de Jeanne, dame de Nanton et de Ruffey ;
- Jacques de Lugny (né vers 1402), chevalier, seigneur de Lugny (et de Ruffey, de Lessard et d'Allerey), époux le 27 juin 1431 de Catherine de Dyo (dont il eut Liébaud qui suit) ;
- Liébaud de Lugny, chevalier, époux le 26 février 1467 d'Agnès de Lévis (dont il eut Jean II qui suit) puis de Philiberte de Saint-Trivier, dame en partie de Branges (il vivait encore en 1495) ;
- Jean II de Lugny, chevalier, époux le 24 février 1505 de Catherine de Rossillon (dont il eut Jean III qui suit).

Cette maison s’éteignit au milieu du XVIe siècle avec la fin de la branche aînée, celle des seigneurs de Lugny, en Haut-Mâconnais [réf. nécessaire]. Jean III de Lugny, chevalier, seigneur de Lugny, comte de Brancion (aujourd’hui hameau de Martailly-lès-Brancion) en tant que seigneur engagiste, baron de Saint-Trivier (Saint-Trivier-en-Dombes, aujourd’hui Saint-Trivier-sur-Moignans), de Branges, de Blaignac, de Lessard et de Sagy, et « dernier héritier mâle de la maison de Lugny ». Il testa en 1552 et mourut peu après.
En 1558, Françoise de Lugny, dame de Lugny, fille et héritière de Jean III de Lugny, épousa François Chabot, fils cadet de l'amiral Philippe Chabot, marquis de Mirebeau et seigneur de Brion, et la seigneurie de Lugny passa de la maison de Lugny à la maison de Chabot.

### Branches
Plusieurs branches s'étant détachées de la ligne directe, la famille de Lugny a donné des seigneurs à bien d'autres fiefs que celui de Lugny, entre autres à ceux de Ruffey (aujourd’hui hameau de Sennecey-le-Grand), de Brandon, de Lessard-en-Bresse et d'Igé.

## Personnalités
Parmi les personnalités issues de cette famille figurent notamment :
- Seguin de Lugny, évêque de Mâcon (1242 à sa mort en 1262), qui assista au premier concile œcuménique de Lyon[2] ;
- Jean de Lugny, grand prieur de l'abbaye Saint-Philibert de Tournus en 1286[3] ;
- Robert de Lugny (mort en 1366), chanoine de Chalon (il fut doyen du chapitre) puis trésorier de cette ville, chancelier des ducs de Bourgogne en 1360 – il fut exécuteur testamentaire du duc de Bourgogne Philippe de Rouvre – puis président du parlement de Bourgogne[4] ;
- Jean de Lugny, chevalier, seigneur de Lugny, que le duc Amédée VIII fit chevalier de l’ordre du collier de Savoie ;
- Jean III de Lugny, fils de Jean de Lugny et de Catherine de Rossillon, qui fut le « dernier héritier mâle de la maison de Lugny ». Chevalier, seigneur de Lugny, il était aussi comte de Brancion en tant que seigneur engagiste[Note 1], baron de Saint-Trivier (Saint-Trivier-en-Dombes, aujourd’hui Saint-Trivier-sur-Moignans, dans l'Ain), de Branges, de Blaignac, de Lessard et de Sagy. Il épousa en premières noces le 8 mai 1530 Catherine de Saint-Trivier et de Branges pour moitié. Hormis Edmonde[Note 2], aucun de leurs enfants ne leur survécut, notamment pas Aimé-Charles, comte de Brancion, baron de Branges, de Blaignac, de Lessard-en-Bresse et de Sagy (mort sans alliance). Le 25 avril 1542, Jean de Lugny se maria en secondes noces avec Françoise de Polignac, déjà plusieurs fois mariée, qui lui donna Françoise, future dame de Lugny, femme de François Chabot et belle-mère de Jean de Saulx. Jean de Lugny donna le 4 mars 1539 l’aveu pour sa « terre et seignorie » de Lugny qu’il déclarait tenir « rière le Roy, en son bailliage de Masconnoys, en foy et hommage, en toute justice haulte moyenne et basse, mère mixte et impère, à charge de comparoir au rière-ban audict lieu de Mascon et y faire le debvoir et service tel qu’il luy plaira commander », à savoir huit cents livres de rente, « sur quoy fault distraire la terre et seignorie de Bissy-la-Masconnoyse, tenue de Monseigneur l’évesque de Mascon, de la valleur de deux cents livres tournoys de rante annuelle » et « les diesmes en ladicte terre et seignorie de Lugny, tant de bled que de vin, que ledict seigneur tient en foy et hommage dudit seigneur évesque, de valleur et estimation chascun an de la somme de cent livres tournoys »[5]. Il testa le 25 avril 1552.

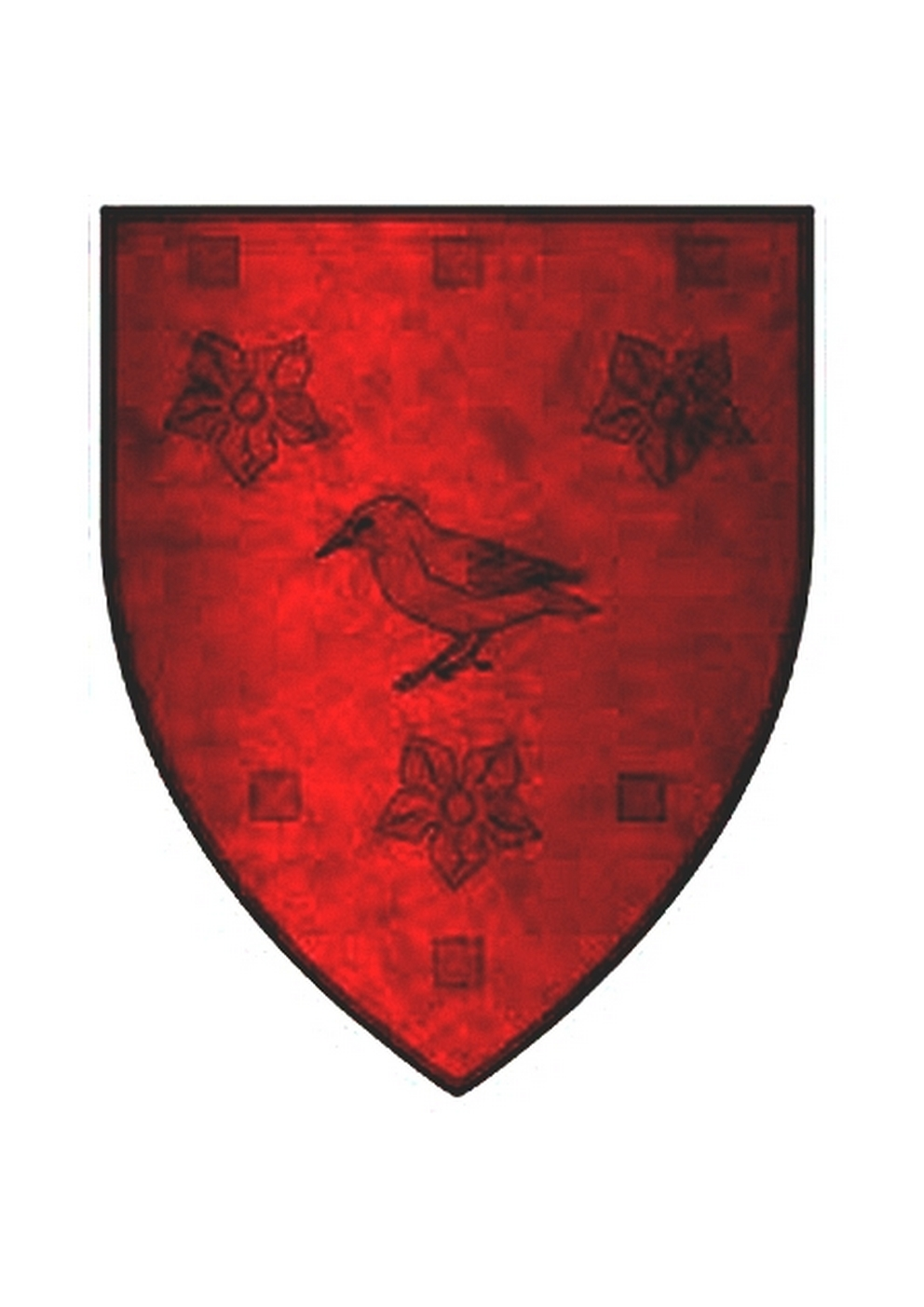
Le blason d'Huguenin de Lugny.

Figure aussi parmi les membres de cette famille Huguenin de Lugny qui, avec le duc de Bourgogne Jean sans Peur, participa à la Bataille de Nicopolis, en Hongrie, en 1396 et dont voici le blason :
Cette famille compte également quatre de ses membres qui furent reçus chanoines-comtes de Saint-Jean de Lyon, au cours du XIVe siècle.

## Lieux attachés à la famille de Lugny
Parmi les nombreux lieux attachés à la mémoire de la famille de Lugny figurent principalement les châteaux de Lugny, de Ruffey (Sennecey-le-Grand), de Brandon et d'Igé.

### Lugny
De sa forteresse jadis flanquée de nombreuses tours et dotée d’un donjon « fort élevé et très beau », Lugny n’a conservé que les deux tours rondes de l'entrée (traditionnellement datées du XIVe siècle) et une partie des communs. En 1789, le château de Lugny – alors propriété de Florent-Alexandre-Melchior de La Baume, comte de Montrevel – fut en effet le tout premier du Mâconnais à être incendié par les « Brigands » – des paysans révoltés – lors des troubles qui, fin juillet, pendant la Grande Peur, agitèrent cette région.

### Sennecey-le-Grand

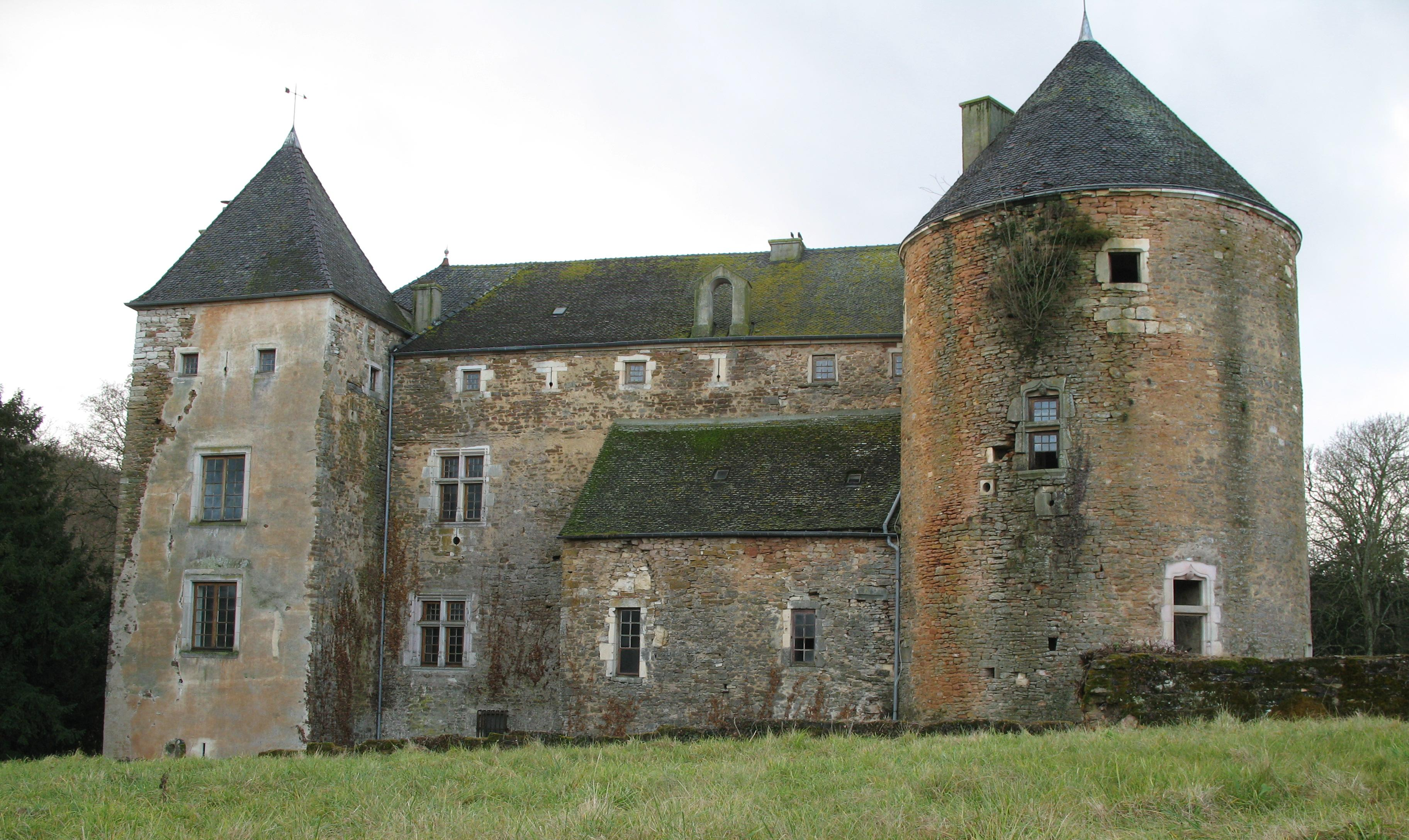
Le château de Ruffey (le corps de logis principal, entouré de ses deux tours).

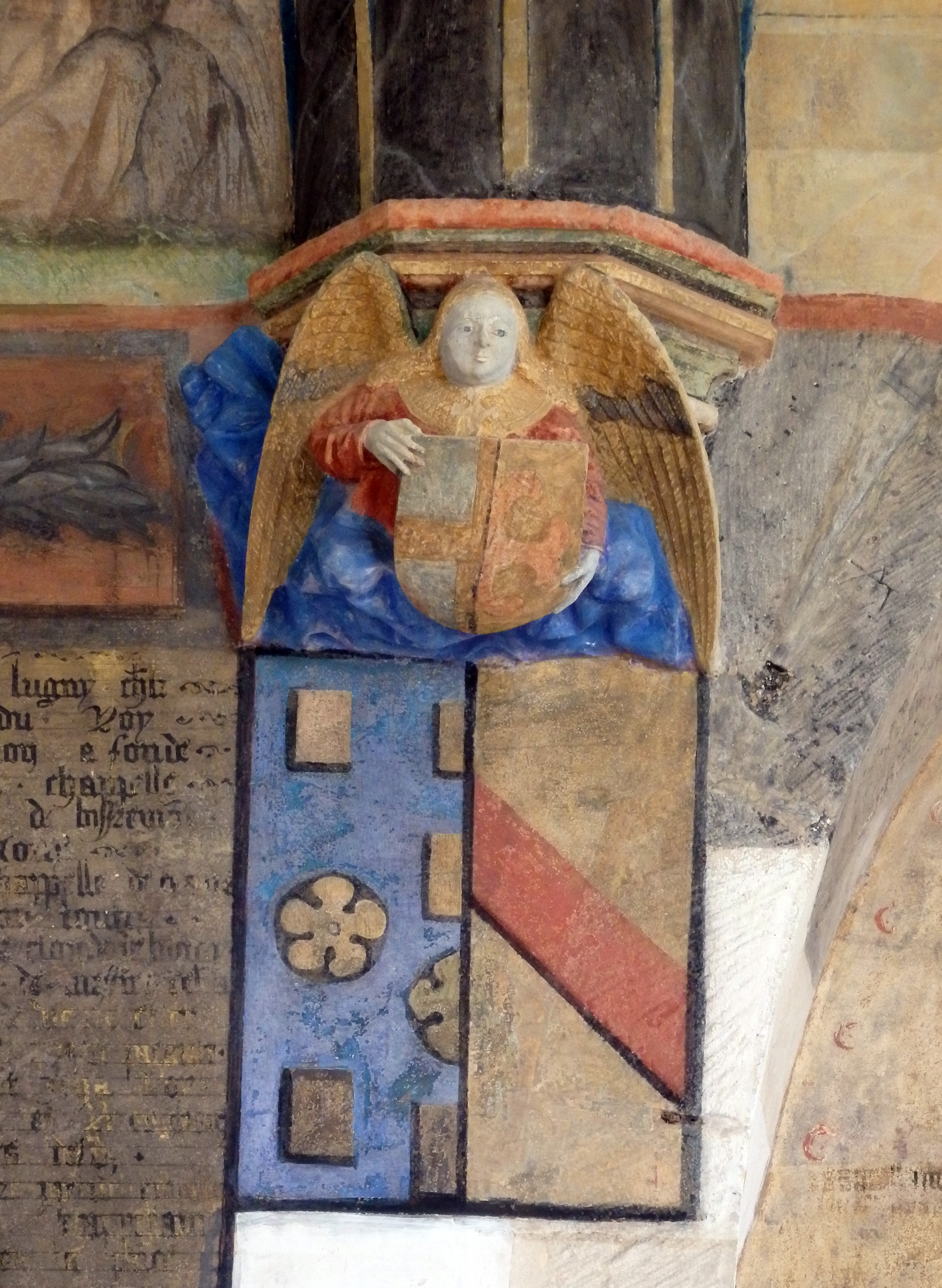
Les quintefeuilles et les billettes caractéristiques du blason des Lugny telles qu'on peut les voir dans l'église Saint-Julien de Sennecey-le-Grand.

À Sennecey-le-Grand, deux lieux rappellent le souvenir de la famille de Lugny :
- le château de Ruffey, qui fut aménagé à la fin du XVe siècle par Claude de Lugny et qui demeura entre les mains de la famille de Lugny jusqu'au siècle suivant ;
- l'église Saint-Julien, qui possède sur son flanc sud une chapelle seigneuriale – dite indifféremment chapelle « de Lugny » ou « de Ruffey »[10] – dont la décoration intérieure conserve le souvenir de cette maison noble (peintures murales et clef de voûte armoriée)[11].

### Brandon

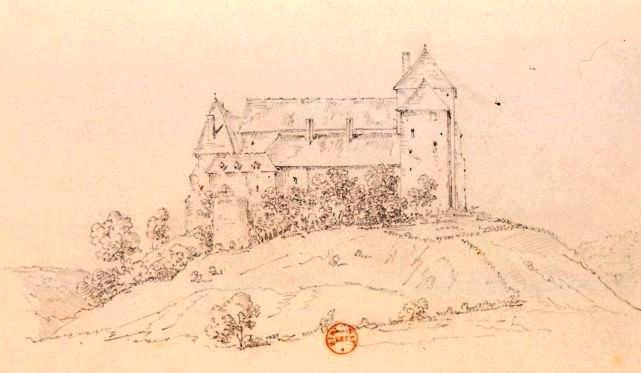
Le château de Brandon au XIXe siècle.

Le château de Brandon eut pour seigneurs et dames, dans la seconde moitié du XVe siècle et la première moitié du siècle suivant, des membres de la maison de Lugny : Jacques de Lugny (1453), Marie de Lugny (vers 1454), Claude de Lugny (1484) et Jean de Lugny (vers 1510).

### Igé

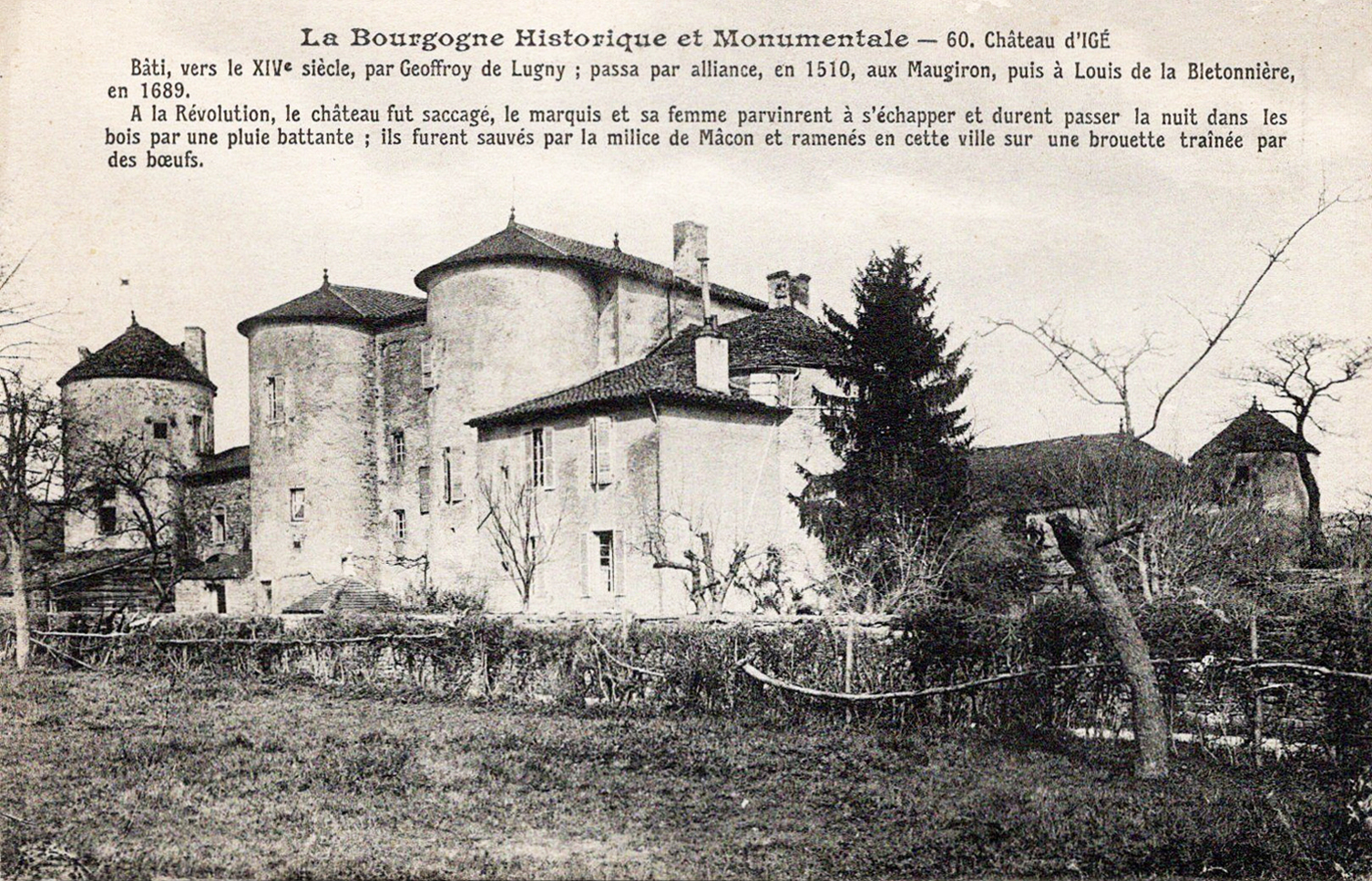
Le château d'Igé, que l'on doit en grande partie à Geoffroy de Lugny.

Le château d'Igé appartint à la maison de Lugny du XIVe au XVIe siècle, avant que les Maugiron puis les La Bletonnière n'en deviennent propriétaires.
« Igyé est une chastellenie royale. Et neanmoins au village dudit Igyé est une maison noble, laquelle a acquis à ses possesseurs le titre de seigneurs d'Igyé. Ceste maison est l'une de celles que j'ay dit estre de la fource de Lugny du Masconnois […]. En ladicte chastellenie d'Igyé, comme aussi en celle de Prissey, sont plusieurs autres maisons nobles, desquelles ignorant les seigneurs, j'ay esté contrainct me taire. » écrit Pierre de Saint-Julien de Balleure en 1581 au sujet de la chastellenie d'Igyé.
En 1368, la maison forte « avec les fossés qui l'entourent » était tenue par Geoffroy de Lugny, damoiseau, qui en rendit hommage au roi le 25 mai (dix ans plus tard, le 13 mai 1378, au château de Lourdon, avec son fils Jean, le même Geoffroy, écuyer, rendait hommage à l'abbé de Cluny pour sa maison forte et dépendances). En 1443, Jean et André de Lugny, fils de Geoffroy, coseigneurs d'Igé, se partageaient le château, ainsi que les cens et revenus qu'ils avaient à Igé, Lugny, Montbellet, La Salle, Germolles, Tramayes et Fuissé. En 1489, Antoine de Lugny, fils de Jean, qui avait prêté hommage au duc de Bourgogne en 1471 (puis à Louis XI, maître du Mâconnais, en 1478), devint seul seigneur d'Igé, par la cession que lui fit de ses droits son cousin Claude de Lugny. En 1536, Antoine de Lugny, héritier de son père Antoine par testament du 10 janvier 1491, testa à son tour le 28 septembre : la fille unique qu'il avait eue de son second mariage (avec Philiberte de Saligny), Philippe de Lugny, héritera d'Igé, et portera le fief aux Mongiron (par son mariage avec Guillaume de Maugiron, écuyer, panetier du roi, issu d'une famille dauphinoise).

## Armes
Cette famille du Mâconnais avait pour armes : D’azur à trois quintefeuilles d’or, accompagnées de sept billettes de même, trois en chef, une en cœur et trois en pointe.,